# Chevron Corporation
Chevron Corporation es una empresa petrolera estadounidense constituida en 1911 en California, tras la disolución del trust Standard Oil, bajo el nombre de Standard Oil of California. En un período de más de cuarenta años, John D. Rockefeller llevó la Standard Oil a ser la compañía más grande del mundo durante mucho tiempo.
Dispone de importantes yacimientos petrolíferos y de gas natural, refinerías de petróleo y buques petroleros. Por su volumen de ventas (27 342 millones de dólares) ocupó en 1983 el undécimo lugar entre las mayores empresas industriales del mundo de economía de mercado. En dicho año obtuvo unos beneficios de 1590 millones de dólares y empleó a 40 000 trabajadores. Al 2021, Chevron era la octava mayor productora de combustibles de origen fósil, por detrás de Saudi Aramco (que producía, por ejemplo, el equivalente a cuatro Chevrones), Gazprom, la persa NIOC, la china CNPC, Rosneft, la Esso, BP, y Shell, todas las cuales producían más de los combustibles que usan consumidores e industrias en todo el mundo.
A comienzos de 1984 adquirió la propiedad de la Gulf Oil Corporation por un importe de 13 400 millones de dólares y cambió su nombre por el de Chevron, firma que en 1987 ocupó, por su volumen de ventas (26 015 millones de dólares), el 23.er lugar entre las mayores empresas industriales del mundo de economía de mercado. En 2009 fue clasificada por la revista Fortune como la quinta empresa con mayor caudal monetario del mundo.

## Historia

### Predecesores
Uno de los primeros predecesores de Chevron, "Star Oil", descubrió petróleo en el Pico Canyon Oilfield en las Montañas Santa Susana  al norte de Los Ángeles en 1876. El pozo de 25 barriles de petróleo al día marcó el descubrimiento del yacimiento de Newhall, y está considerado por el geofísico Marius Vassiliou como el inicio de la industria petrolera moderna en California. La analista energética Antonia Juhasz ha afirmado que, si bien los fundadores de Star Oil influyeron en el establecimiento de una industria petrolera en California, Union Mattole Company descubrió petróleo en el estado once años antes.
En septiembre de 1879, Charles N. Felton, Lloyd Tevis, George Loomis y otros crearon la "Pacific Coast Oil Company", que adquirió los activos de Star Oil con 1 millón de dólares de financiación. Pacific Coast Oil se convirtió en la mayor petrolera de California cuando fue adquirida por Standard Oil por 761.000 dólares en 1900. Pacific Coast operó de forma independiente y conservó su nombre hasta 1906, cuando se fusionó con una filial de Standard Oil y se convirtió en "Standard Oil Company (California)" o "California Standard".
Otro predecesor, Texas Fuel Company, fue fundado en 1901, en Beaumont, Texas como vendedor de equipos petrolíferos por "Buckskin Joe". El apodo del fundador se debía a que era duro y agresivo. Texas Fuel colaboró estrechamente con Chevron. En 1936, formó una empresa conjunta con California Standard llamada Caltex, para perforar y producir petróleo en Arabia Saudí. Según la analista energética y accionista activista Antonia Juhasz, a menudo se hacía referencia a Texas Fuel Company y California Standard como las "gemelas terribles" por sus prácticas comerciales despiadadas. La Texas Fuel Company pasó a llamarse Texas Company, y más tarde Texaco.

### Formación del nombre Chevron

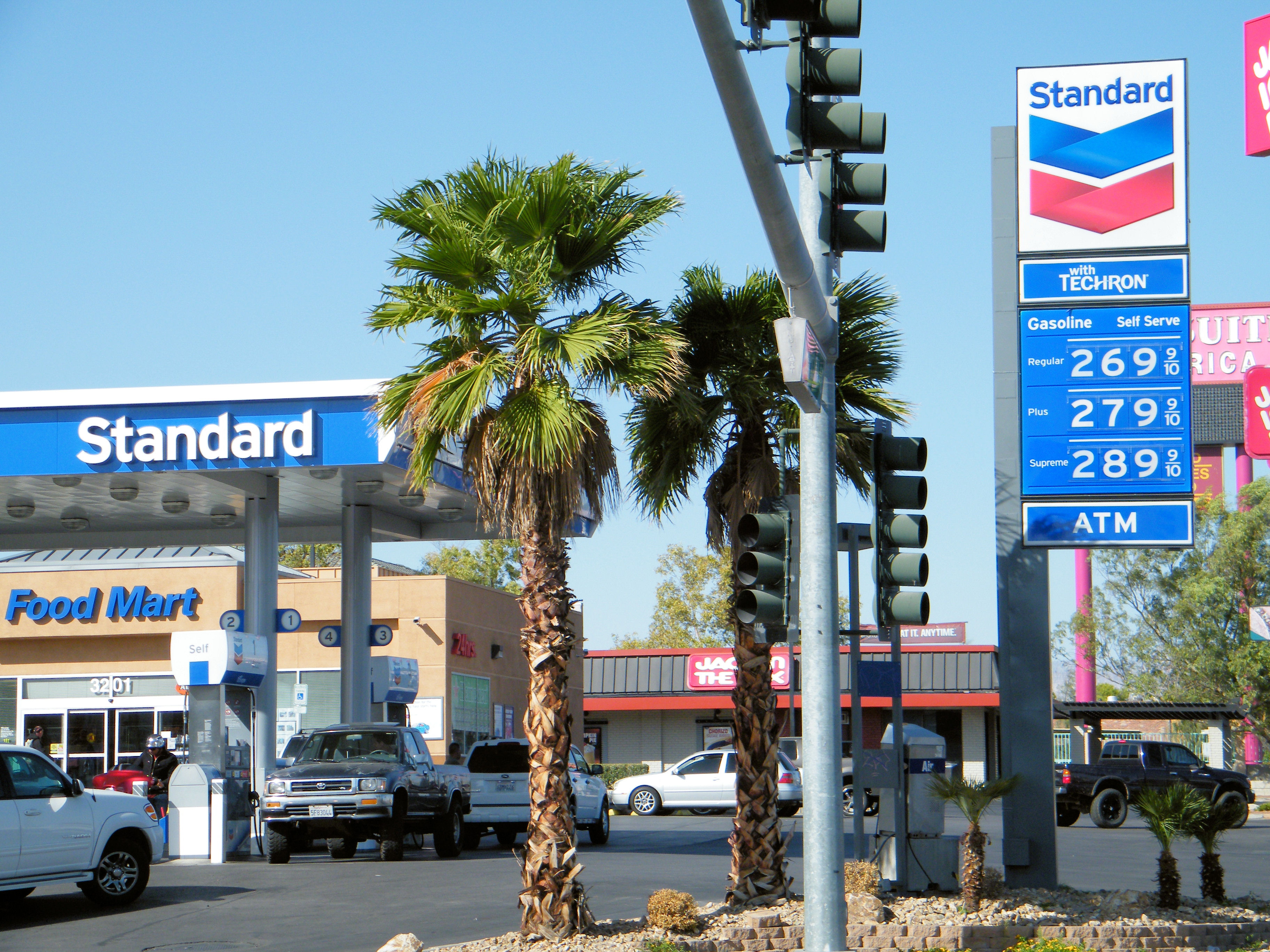
Una gasolinera Chevron con la marca Standard en Las Vegas, fotografiada en 2009

En 1911, el gobierno federal dividió Standard Oil en varias partes en virtud de la Ley antimonopolio Sherman. Una de esas partes, Standard Oil Co. (California), se convirtió en Chevron. Pasó a formar parte de las "Siete Hermanas", que dominaron la industria petrolera mundial a principios del siglo XX. En 1926, la empresa cambió su nombre por el de Standard Oil Co. of California (SOCAL). Según los términos de la disolución de Standard Oil, al principio Standard of California sólo podía utilizar el nombre Standard dentro de su área geográfica original de los estados de la costa del Pacífico, más Nevada y Arizona; fuera de esa zona, tenía que utilizar otro nombre.
En la actualidad, Chevron es propietaria de la marca Standard Oil en 16 estados del oeste y sureste de Estados Unidos. Dado que Ley de marcas estadounidense funciona según la regla de usar o perder, la empresa posee y explota una estación Chevron de marca Standard en cada estado de la zona. Sin embargo, aunque Chevron (como CalSo) adquirió Kyso en la década de 1960, su situación en Kentucky no está clara después de que Chevron retirara su marca de las ventas al por menor de Kentucky en julio de 2010.
El nombre "Chevron" comenzó a utilizarse para algunos de sus productos al por menor en la década de 1930. El nombre "Calso" también se utilizó de 1946 a 1955, en estados fuera de su territorio nativo de la Costa Oeste.
La Standard Oil Company de California ocupó el puesto 75 entre las corporaciones de Estados Unidos por el valor de los contratos de producción militar de la Segunda Guerra Mundial.
En 1933, Arabia Saudí otorgó a California Standard una concesión para buscar petróleo, lo que condujo al descubrimiento de petróleo en 1938. En 1948, California Standard descubrió el mayor yacimiento petrolífero del mundo en Arabia Saudí, el yacimiento de Ghawar. La filial de California Standard, California-Arabian Standard Oil Company, creció con los años y se convirtió en Arabian American Oil Company (ARAMCO) en 1944. En 1973, el gobierno saudí empezó a comprar acciones de ARAMCO. En 1980, la empresa ya era totalmente propiedad de los saudíes y, en 1988, su nombre pasó a ser Saudi Arabian Oil Company-Saudi Aramco.
Standard Oil of California y Gulf Oil se fusionaron en 1984, que fue la mayor fusión de la historia en ese momento.
Para cumplir la ley antimonopolio estadounidense, California Standard se deshizo de muchas de las filiales operativas de Gulf, y vendió algunas estaciones de Gulf y una refinería en el este de Estados Unidos. (En la actualidad, la refinería es propiedad de Sunoco.) Entre los activos vendidos se encontraban los puntos de venta al por menor de Gulf en el mercado local de Pittsburgh, donde Chevron carece de presencia minorista, pero mantiene una sede regional allí desde 2013, en parte para perforaciones relacionadas con Marcellus Shale Ese mismo año, la Standard Oil de California también aprovechó para cambiar su nombre legal por el de "Chevron Corporation", puesto que ya llevaba décadas utilizando la conocida marca de venta al por menor "Chevron". Chevron vendería las marcas Gulf Oil para todo EE. UU. a Cumberland Farms, la empresa matriz de Gulf Oil LP, en 2010, después de que Cumberland Farms tuviera la licencia de la marca Gulf en el noreste de EE. UU. desde 1986.
En 1996, Chevron transfirió sus operaciones de recogida, explotación y comercialización de gas natural a NGC Corporation (posteriormente Dynegy) a cambio de una participación de aproximadamente el 25% en NGC. En una fusión completada el 1 de febrero de 2000, Illinova Corp. se convirtió en una filial propiedad de Dynegy Inc. y la participación de Chevron aumentó hasta el 28%. Sin embargo, en mayo de 2007, Chevron vendió su participación en la empresa por aproximadamente 985 millones de dólares, lo que supuso una ganancia de 680 millones de dólares.
En 2017, Chevron llegó a México a la mano de Grupo Enerser y de Grupo Redco, para así poder abrir más de 100 gasolineras, por toda la república mexicana con ayuda de estas dos grandes empresas con una gran trayectoria en México, cuidando su calidad de servicio que siempre han ofrecido estos últimos años, para así poder hacer más competencia al mercado mexicano y a sus demás competencia extranjeras.

### Adquisiciones y diversificación

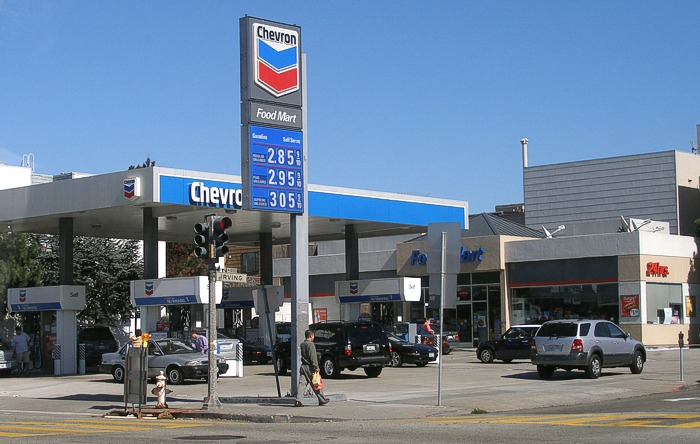
Diseño de gasolinera Chevron utilizado hasta 2006

A principios de la década de 2000, Chevron realizó muchas fusiones, adquisiciones y ventas. La primera de ellas fue la adquisición de Texaco por 45.000 millones de dólares, anunciada el 15 de octubre de 2000. La adquisición creó la segunda mayor petrolera de Estados Unidos y la cuarta del mundo que cotiza en bolsa, con un valor de mercado combinado de aproximadamente 95.000 millones de dólares. Concluida el 9 de octubre de 2001, Chevron pasó a llamarse temporalmente ChevronTexaco entre 2001 y 2005; después de que la compañía revirtiera su nombre a Chevron, Texaco pasó a ser utilizada como marca por la compañía para algunas de sus estaciones de servicio.
En 2005, Chevron también compró Unocal Corporation por 18.400 millones de dólares, aumentando las reservas de petróleo y gas natural de la empresa en un 15%. Debido a las grandes operaciones geotérmicas de Unocal en el sudeste asiático, Chevron se convirtió en un gran productor de energía geotérmica. El acuerdo no incluía las antiguas operaciones minoristas de Unocal, incluida la marca Unión 76, ya que la había vendido a Tosco Corporation en 1997. La marca 76 es actualmente propiedad de Phillips 66, no afiliada a Chevron. Chevron y el Laboratorio Nacional de Los Álamos iniciaron una cooperación en 2006, para mejorar la recuperación de hidrocarburos de esquisto bituminoso mediante el desarrollo de un proceso de extracción de petróleo de esquisto denominado Chevron CRUSH. En 2006, el Departamento del Interior de los Estados Unidos concedió un contrato de arrendamiento de investigación, desarrollo y demostración para el proyecto de demostración de esquisto bituminoso de Chevron en terrenos públicos de la Cuenca de Piceance de Colorado. En febrero de 2012, Chevron notificó a la Oficina de Administración de Tierras y al Departamento de Recuperación, Minería y Seguridad que tiene la intención de desprenderse de este contrato de arrendamiento.
A partir de 2010, Chevron comenzó a reducir su presencia minorista y a expandirse en el gas natural doméstico. En julio de 2010, Chevron puso fin a sus operaciones minoristas en el Atlántico Medio de Estados Unidos retirando los nombres de Chevron y Texaco de 1.100 estaciones de servicio. En 2011, Chevron adquirió Atlas Energy Inc. con sede en Pensilvania por 3.200 millones de dólares en efectivo y 1.100 millones de dólares adicionales en deuda. 1.000 millones de dólares en deuda existente de Atlas. Tres meses después, Chevron adquirió derechos de perforación y desarrollo para otros 228.000 acres en el Marcellus Shale de Chief Oil & Gas LLC y Tug Hill, Inc. En septiembre de 2013, Total S.A. y su socio en una empresa conjunta acordaron comprar el negocio de distribución minorista de Chevron en Pakistán por una cantidad no revelada. En octubre de 2014, Chevron anunció que vendería una participación del 30 por ciento en sus participaciones canadienses de esquisto bituminoso a la petrolera estatal de Kuwait Kuwait Oil Company por una cantidad de 1.500 millones de dólares.
A pesar de estas ventas, Chevron continuó explorando adquisiciones, una tendencia que se había revigorizado en 2019 y se extendió a lo largo de la pandemia de COVID-19. En abril de 2019, Chevron anunció su intención de adquirir Anadarko Petroleum en una operación valorada en 33.000 millones de dólares, pero decidió centrarse en otras adquisiciones poco después al no poder llegar a un acuerdo. A pesar de la fallida adquisición de Andarko, Chevron sí adquirió Noble Energy por 5.000 millones de dólares en julio de 2020.
En 2022, Estados Unidos concedió una licencia a Chevron para reanudar operaciones en Venezuela. Para enero de 2025 presentó declaraciones de impuestos valoradas en US$300 millones al gobierno venezolano, generando dudas sobre el cumplimiento de sanciones internacionales contra el país.

## Filiales
- Chevron Global Exploration and Corporate Reserves
- Chevron Africa & Latin America Exploration & Production Citgo-Venezuela
- Chevron Asia Pacific Exploration & Production
- Chevron Eurasia, Europe and Middle East Exploration & Production
- Chevron North America Exploration & Production

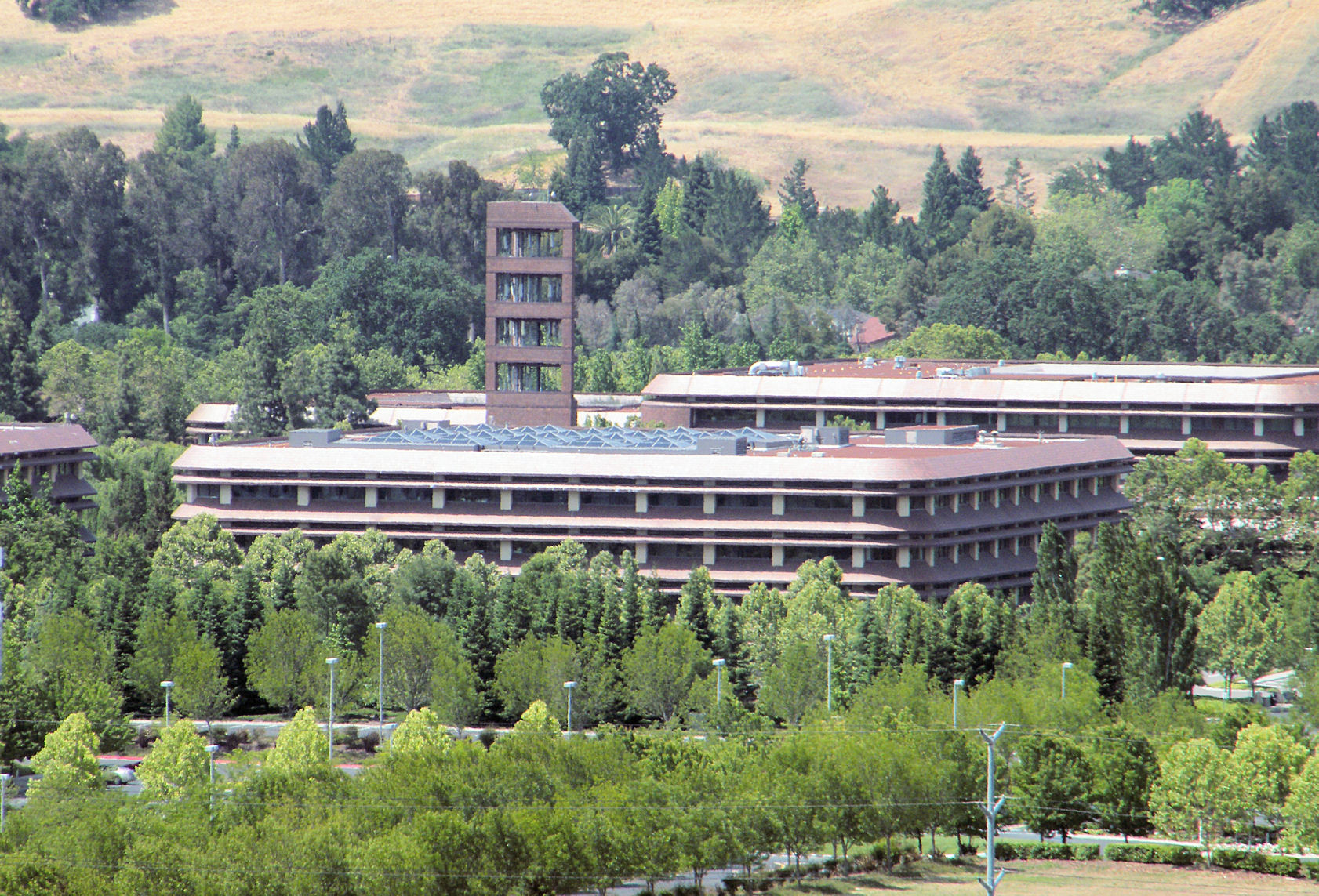
Sede de Chevron en San Ramón (California)

- Chevron México
- Estadio Chevron
- Enerser Refinadora en México
- Redco Refinadora en México
- Havoline Chevron (Aditivos Luissa)
- Adibaja (Enerser)

## Controversias
- Escándalo de Great American streetcar.
- Campos petroleros de Lago Agrio.
- Evasión de impuestos.
- Bloqueo de tecnología de baterías Ni-MH para automóviles.
- Contaminación en Richmond, California.
- Violación de la Clean Air Act en Estados Unidos.
- Destrucción de bosque natural en Bangladés.
- Inversión en Irán.
- Derrame petrolero en la costa de Río de Janeiro.
- Explosión de la plataforma de perforación KS Endeavor en Nigeria.
- Contribuciones políticas.
- Gran mancha de petróleo en la amazonía ecuatoriana.
- Violación de sanciones internacionales contra Venezuela[56]

## Actividades de lobbying
Chevron gasta una media de 29 millones de dólares anuales en lobbying para bloquear las medidas de lucha contra el calentamiento global.